# Jacob Bronowski
Jacob Bronowski   (Łódź, 18 de gener de 1908 - East Hampton, 22 d'agost de 1974), conegut simplement com Bruno per companys i familiars, va ser un erudit, filòsof i matemàtic britànic, d'origen polonès.

## Vida i Obra
Bronowski va néixer a Lodz quan aquesta ciutat estava sota sobirania de l'Imperi Rus (avui és polonesa). El seu pare era propietari d'un comerç de peces de roba confeccionades, entre Londres i Polònia. El 1914, en esclatar la Primera Guerra Mundial, la família es va traslladar a viure a Alemanya i, el 1920, un cop acabada la guerra es van instal·lar a Londres (Anglaterra). Va fer els estudis secundaris en un institut d'Islington i el 1927 va ingressar a la universitat de Cambridge en la qual es va graduar el 1933, destacant no solament en matemàtiques, sinó també en literatura i poesia. El 1933 va anar a Deià (Mallorca) amb Eirlys Roberts, mentre ella treballava com documentalista per Robert Graves i ell engegava un projecte poètic amb la seva parella, Laura Riding, que no va arribar a port. A continuació va ser professor de la universitat de Hull fins que el 1942 ho va deixar per participar en l'esforç científic de la Segona Guerra Mundial dirigint estudis sobre l'eficiència dels bombardejos. El 1945 va anar al Japó com assessor científic d'una missió militar britànica encarregada d'estudiar els efectes dels bombardejos nuclears d'Hiroshima i Nagasaki. A partir de 1947 va ser cap de projectes a la UNESCO fins al 1950, quan va passar a ser director de recerca de la Junta Nacional del Carbó. Finalment, el 1964 va marxar a San Diego (Califòrnia) per a ser director associat de l'Institut Salk de Ciències Biomèdiques.
El 1941 es va casar amb Rita Coblenz, una escultora coneguda amb el nom artístic de Rita Colin, amb qui va tenir quatre fills, entre els quals va destacar la seva filla Lisa, historiadora especialista en el Renaixement. També va ser un jugador d'escacs, guanyador d'alguns tornejos locals a Anglaterra.
Bronowski es va fer amplament conegut per haver escrit i dirigit els tretze capítols de la sèrie de TV de la BBC The Ascent of Man que va ser emesa el 1973, poc abans de la seva mort el 1974. En ella intentava explicar, des del seu punt de vista, el desenvolupament de la societat humana a través de la història per la via del coneixement científic. Va ser un escriptor amb molt de talent, tan en prosa com en poesia. Les seves obres de divulgació van se força conegudes i traduïdes a nombrosos idiomes i va ser una figura esencial que va influir en l'actual concepció de la natura del nostre món.